# 房叔祖
房叔祖（？—？），东清河郡绎幕县（今山东省淄博市博山区）人，祖籍清河郡东武城县（今河北省衡水市故城县），北魏龙骧将军、庄武敬侯房法寿第二子，北魏官员。

## 生平
房叔祖因为功劳获赐爵魏昌子，历任广陵王国郎中令、长广郡东莱郡二郡太守、龙骧将军、中散大夫，永安年间出任安东将军、郢州刺史。永安三年（529年），元颢进入洛阳后，北魏黄河以南的州郡大多归附了他。齐州刺史、沛郡王元欣召集文武官员商议何去何从，元欣说：“北海王元颢和长乐王元子攸都是我的堂兄弟，现在皇位并未落入外人之手，我打算接受元颢的赦免，诸位认为如何？”在座的文武官员无不大惊失色。只有军司崔光韶高声说：“元颢受南梁节制，向本朝发兵，拔起树根塞住水源来资助仇敌，这样的乱臣贼子当代没人比的上。难道仅是因为大王您一家的事情而对他切齿痛恨，下官等人都受朝廷的恩典，不敢服从元颢。”长史崔景茂、前任瀛州刺史张烈、前任郢州刺史房叔祖、征士张僧皓等人都说：“军司的意见对。”元欣就杀了元颢派来的使者。

## 家庭

### 兄弟姐妹
- 房伯祖，北魏幽州辅国长史、庄武伯
- 房幼愍，北魏安丰郡新蔡郡二郡太守
- 房氏，嫁北魏明威将军、定州安北府司马崔猷